# Iglo (Aldo van Eyck)

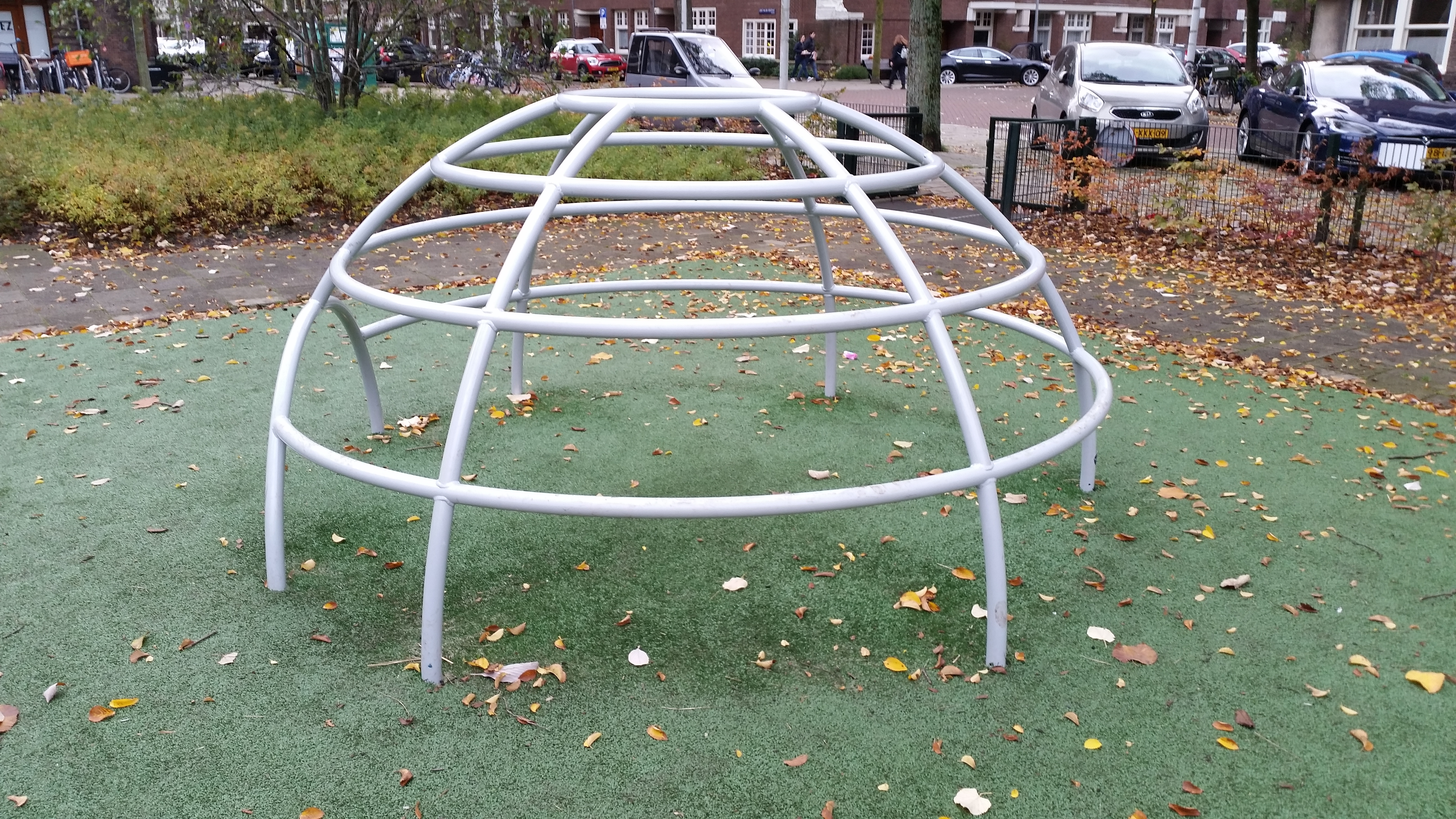
Klein model in het Veroneseplantsoen in Amsterdam (november 2019)

De iglo is een klimrek ontworpen door architect Aldo van Eyck. Een exemplaar is opgenomen in de collectie van het Rijksmuseum en staat opgesteld in de Rijksmuseumtuinen.
Aldo van Eyck was enige tijd werkzaam bij de Dienst der Publieke Werken in Amsterdam. Samen met Jacoba Mulder was hij verantwoordelijk voor de inrichting van honderden speelplaatsen in met name Amsterdam Nieuw-West, een wijk die destijds uit de grond werd gestampt. Voor die speelplaatsen ontwierp Van Eyck een zestal klimtoestellen (toren, trechter, koepel, tunnel etc.), waarvan de iglo (de klimkoepel ook wel Eskimohut genoemd) wellicht het bekendst is geworden. Het toestel bestaat uit een eenvoudig in elkaar te zetten aluminium frame in de vorm van een iglo. Het frame bestaat uit een netwerk gelijkend op geografische parallellen en meridianen. Om die vergelijking voort te zetten lijken de meridianen samen te komen op de Noordpool (of Zuidpool), weergegeven in een cirkel; de evenaar bevindt zich dan op grondniveau. De iglo is er in diverse formaten.
De koepel kan niet alleen beklommen worden, maar de kinderen konden ook de koepel betreden door een (klein model) of drie (groot model) halfronde toegang(en), die in de versie met drie samen op de punten van een gelijkbenige driehoek liggen. 
De klimtoestellen werden geplaatst op speelplaatsen die centraal kwamen te liggen tussen de portiekwoningen waarbij ouders vanuit de woning of vanaf het balkon hun kroost in de gaten konden houden. De klimtoestellen zijn geheel opengewerkt. Er zouden meer dan 700 speelplaatsen zijn geweest naar model van Van Eyck en Mulder; een groot deel daarvan is later verdwenen of opnieuw ingericht, waarbij Van Eycks creaties verdwenen.
Het Rijksmuseum Amsterdam heeft in 2013 van elk type een exemplaar in haar tuinen geplaatst, niet alleen om ze tentoon te stellen, maar ook als speelobject voor kinderen.